# ERV Evropská pojišťovna
ERV Evropská pojišťovna a.s. je jedinou specializovanou cestovní pojišťovnou v České republice se sídlem v Praze, v Karlíně. Je součástí největší světové skupiny cestovních pojišťoven, patří do rodiny ERGO a Munich Re, jedné z vedoucích světových zajišťoven. Mezinárodní skupina ERGO Reiseversicherung vlastní a tudíž i přímo řídí unikátní celosvětovou síť asistenčních center. Předsedou představenstva a generálním ředitelem je Ing. Libor Dvořák.

## Historie
- 1907 - v Budapešti vzniká první specializovaná cestovní pojišťovna, za níž stojí obchodník Max von Engel.
- 1920 - v Praze je založena Evropská akciová společnost pro pojišťování nákladů a cestovních zavazadel.
- 1947 - na základě dekretu prezidenta republiky je Evropská pojišťovna znárodněna.
- 1992 - přední dánská pojišťovna Europaeiske Rejseforsikring zakládá společnost Evropské Cestovní pojištění, která už jako licencovaná pojišťovna od roku 1993 navazuje na přerušenou tradici.
- 2002 - Evropská zakládá vlastní asistenční centrálu Euro-Center v Praze.
- 2012 - Evropská slaví 20 let na trhu a přidává do názvu "ERV" jako výraz příslušnosti k mezinárodní skupině ERV (Europäische Reiseversicherung).
- 2018 - s pojištěním ERV Evropské poprvé cestuje do zahraničí více než milion klientů.
- 2022 - ERV Evropská slaví 30 let a je stále jedinou specializovanou cestovní pojišťovnou na trhu.

## Realizované průzkumy
ERV Evropská pojišťovna a.s. pravidelně realizuje ve spolupráci s profesionály marketingové průzkumy za účelem zlepšování svých služeb. Z nich mimo jiné vyplynulo například, že: 
- 17 % Čechů vyjíždí do ciziny bez pojištění [5]
- 53 % Čechů na dovolené sportuje přibližně oproti 25% v roce 2014 [6]
- 63 % Čechů si spolu se zájezdem koupí i cestovní pojištění [7]

## Ocenění
- 16krát vítěz kategorie Pojišťovna s nejlepším cestovním pojištěním[8]
- 12krát vítěz kategorie Specializované pojištění v anketě Pojišťovna roku[9]